# Minerva Punjab Football Club
El Punjab FC (en punyabí: ਪੰਜਾਬ ਫੁੱਟਬਾਲ ਕਲੱਬ, en hindi: पंजाब फुटबॉल क्लब; anteriormente conocido como RoundGlass Punjab FC y Minerva Punjab FC) es un club de fútbol profesional indio fundado en 2005 en la ciudad de Mohali, en el estado de Punjab. Desde 2023, compite en la Superliga de India (ISL), la máxima categoría del fútbol indio, tras su ascenso desde la I-League.

## Historia
El Punjab Football Club fue fundado en 2005 en Mohali, Punjab, bajo el nombre de Minerva Academy. Originalmente, el club incluía tanto fútbol como críquet y competía en torneos locales y regionales. Sin embargo, con el tiempo, la institución se enfocó principalmente en el desarrollo del fútbol, logrando así su ascenso al fútbol profesional indio.
En la temporada 2015-16, el equipo comenzó a competir en la I-League (segunda categoría del fútbol indio). En su primera participación, el club tuvo un desempeño notable, terminando como subcampeón detrás del Dempo SC, uno de los equipos más fuertes en la historia de la liga. Este logro le otorgó al club una invitación para la I-League, la primera división del sistema de ligas de la India, para la temporada 2016-17. Este fue un avance importante en su historia, ya que le permitió al club competir a nivel nacional y consolidarse entre los equipos élite de la India.
La temporada 2017-18 fue histórica para el club. Contra todas las expectativas, Minerva Punjab FC se coronó campeón de la I-League, ganando su primer título de liga. Este triunfo no solo fue importante para el club, sino también para el fútbol del norte de India, ya que fue el primer equipo de esa región en ganar el título desde el logro de JCT FC en 1996. El título permitió al club clasificarse para la AFC Cup, marcando su debut en competiciones internacionales.
En 2019, el club pasó por una transformación significativa. La organización RoundGlass Sports Pvt Ltd., una empresa enfocada en el desarrollo deportivo y el bienestar, adquirió el club y lo rebautizó como RoundGlass Punjab FC. Esta asociación no solo cambió el nombre del club, sino que también aportó nuevos recursos y estrategias para el desarrollo de su plantilla, infraestructura y academias juveniles. Como resultado, el club fortaleció su programa de fútbol base y expandió su presencia tanto en la liga como en competiciones internacionales.
El éxito continuó para el club en la temporada 2022-23, donde nuevamente se proclamó campeón de la I-League, asegurando su ascenso a la Superliga de India (ISL), la máxima categoría del fútbol indio. En 2023, el club cambió su nombre oficial a Punjab FC y se integró formalmente en la Superliga de India, comenzando una nueva era en el fútbol profesional indio.
Como resultado de su título en la I-League 2017-18, el Punjab FC clasificó a la AFC Cup 2019. En la fase de grupos de esta competición, el equipo compitió con valentía y demostró su calidad, aunque no logró avanzar a las etapas finales. A lo largo de la competición, el club disputó varios partidos como local en el Estadio Indira Gandhi de Guwahati y el Estadio Kalinga de Bhubaneswar debido a los requisitos de la AFC para las sedes.
A partir de su ingreso a la ISL, el Punjab FC ha trabajado en fortalecer su equipo y atraer nuevos talentos para competir en la primera división de la India. Bajo la dirección de su entrenador Staikos Vergetis, el club aspira a convertirse en un contendiente serio dentro de la liga, manteniendo su compromiso con el desarrollo del fútbol juvenil y su expansión en el panorama nacional e internacional.

## Palmarés
- I-League (1): 2017–18[2]
- Punjab Super League (2): 2018, 2019[3]
- J&K Invitational Cup (1): 2018 (compartido)[4]